# Karl Joseph August von Limburg-Styrum
Graf Karl Joseph August von Limburg-Styrum (* 14. Januar 1727 auf Schloss Styrum; † 15. Februar 1760) war ein deutscher Adliger, durch Abstammung Graf von Limburg, durch Erbe Herr von Styrum.

## Abstammung
Karl Joseph August war ein Sohn des Grafen Christian Otto von Limburg-Styrum (* 25. März 1694 auf Schloss Styrum; † 24. Februar 1749 ebenda)
und dessen Ehefrau Gräfin Marie Ludovika Kager von Globen (* um 1700 in Valeč; † 22. März 1732).

## Ehe und Nachkommen
Graf Karl Joseph August heiratete am 17. Oktober 1751 in Argenteau Marie Elisabeth de Claris-Walincourt (* 27. November 1736 in Brüssel; † 16. Februar 1780), sie hatten zusammen ein Kind:
- Maria Anna Bernhardina Ludovica (* 15. Dezember 1758 in Argenteau; † 13. November 1808 in Lüttich)

⚭ 26. April 1779 mit Graf Joseph Louis Mercy d'Argenteau de Dongelberghe (* 29. Oktober 1740; † 12. Juni 1796 auf Chateau d'Ochain)

## Wirken
Die Grafen Limburg-Styrum hatten während der Konfessionalisierung den römisch-katholischen Glauben beibehalten, was dazu führte, dass auch die Herrschaft Styrum römisch-katholisch blieb und in der Kapelle des Schlosses Styrum weiterhin katholischer Gottesdienst gefeiert wurde. Am 13. Januar 1755 errichtete Karl Joseph August eine Stiftung, damit in der ein Haus errichtet werden konnte, das Schule, Gottesdienst und Wohnung des Geistlichen aufnahm, der die im Umfeld von Mülheim an der Ruhr verbliebenen Katholiken betreute.